# Раш Спрингс (Оклахома)
Раш Спрингс (енгл. Rush Springs) град је у америчкој савезној држави Оклахома.

## Демографија
По попису из 2010. године број становника је 1.231, што је 47 (-3,7%) становника мање него 2000. године.
| Група             | 2000.         | 2010.         |
| Белци             | 1.112 (87,0%) | 1.022 (83,0%) |
| Афроамериканци    | 0 (0,0%)      | 8 (0,6%)      |
| Азијати           | 0 (0,0%)      | 1 (0,1%)      |
| Хиспаноамериканци | 30 (2,3%)     | 26 (2,1%)     |
| Укупно            | 1.278         | 1.231         |